# معركة أنغياري (لوحة)

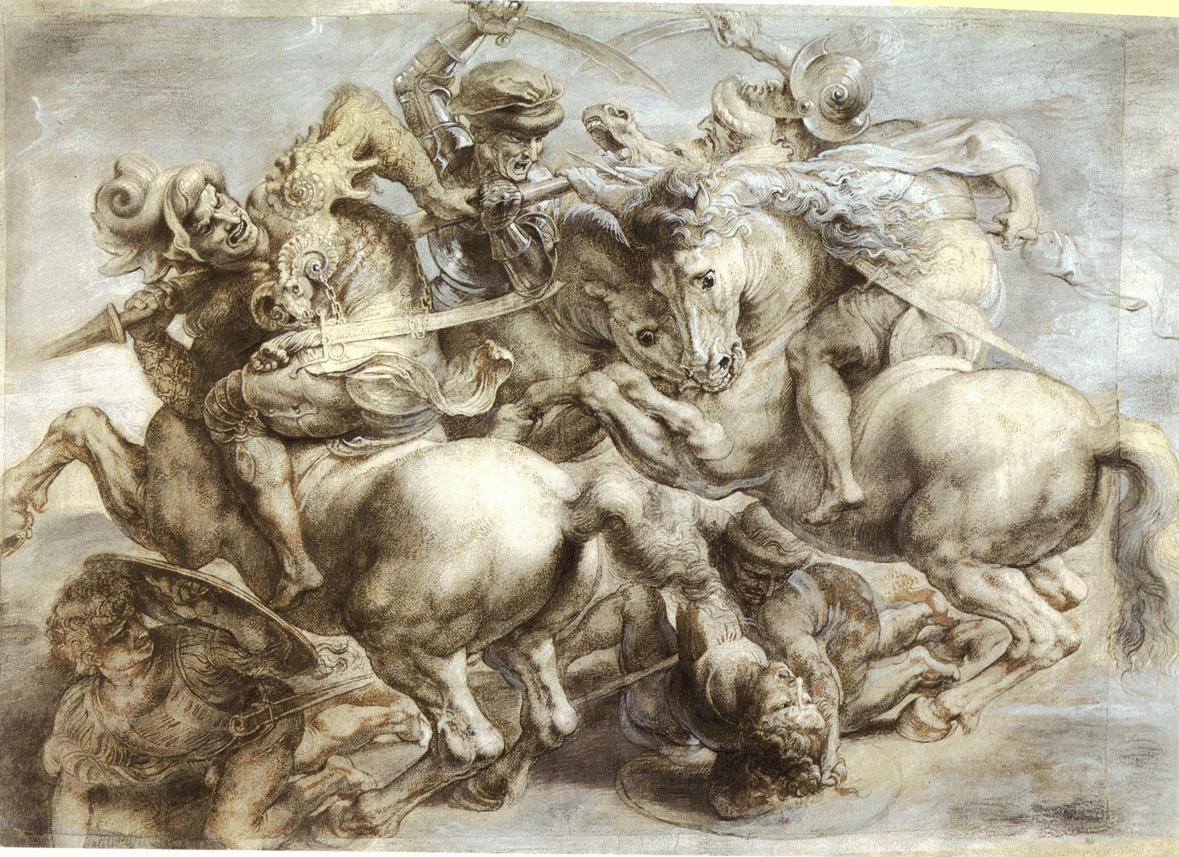
نسخة عن اللوحة لبيتر بول روبنس.

معركة أنغياري (1505) هي لوحة رسمها ليوناردو دا فينشي ومفقودة في الوقت الحالي، يُشارُ إليها أحياناً باسم «ليوناردو المفقود». يعتقد بعض المعلقين بأنها لا تزال مخبأة تحت واحدة من الصور الجصية المرسومة في وقت لاحق في صالون دي سينكويسينتو (القاعة خمسمائة) في قصر فيكيو في فلورنسا. يصور المشهد المحوري أربعة رجال يركبون خيول الحرب المستعرة ويخوضون معركة من أجل حيازة الراية في معركة أنغياري عام 1440.

## معرض صور

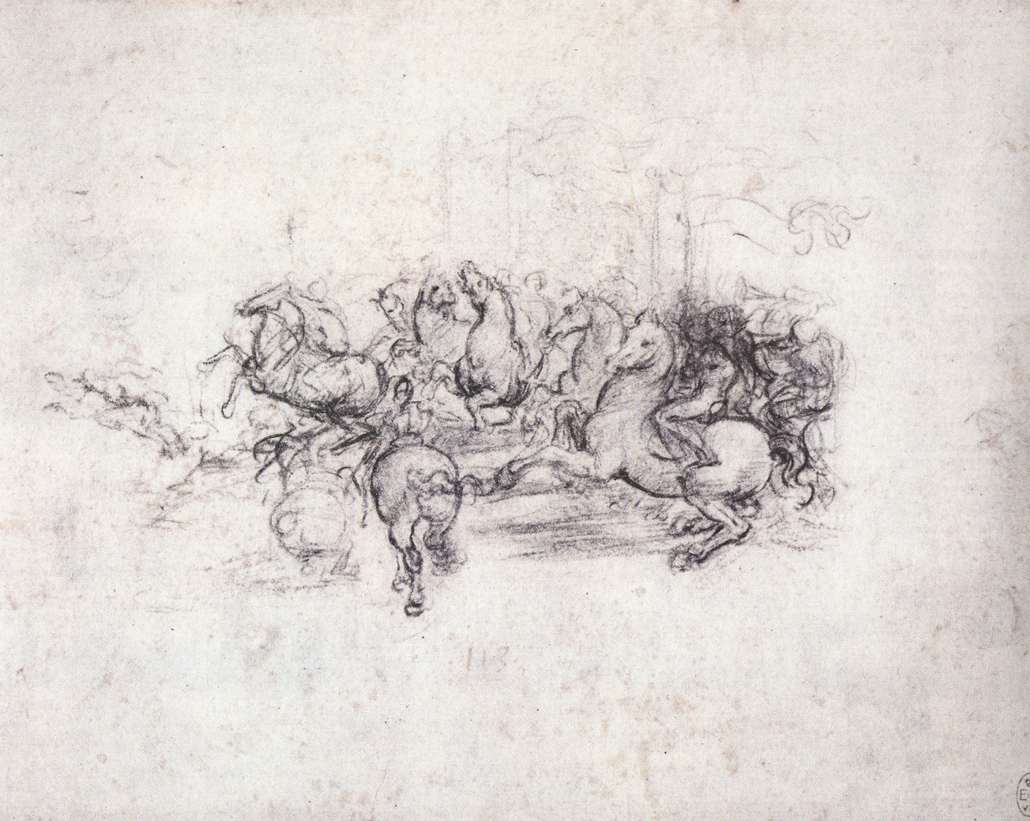
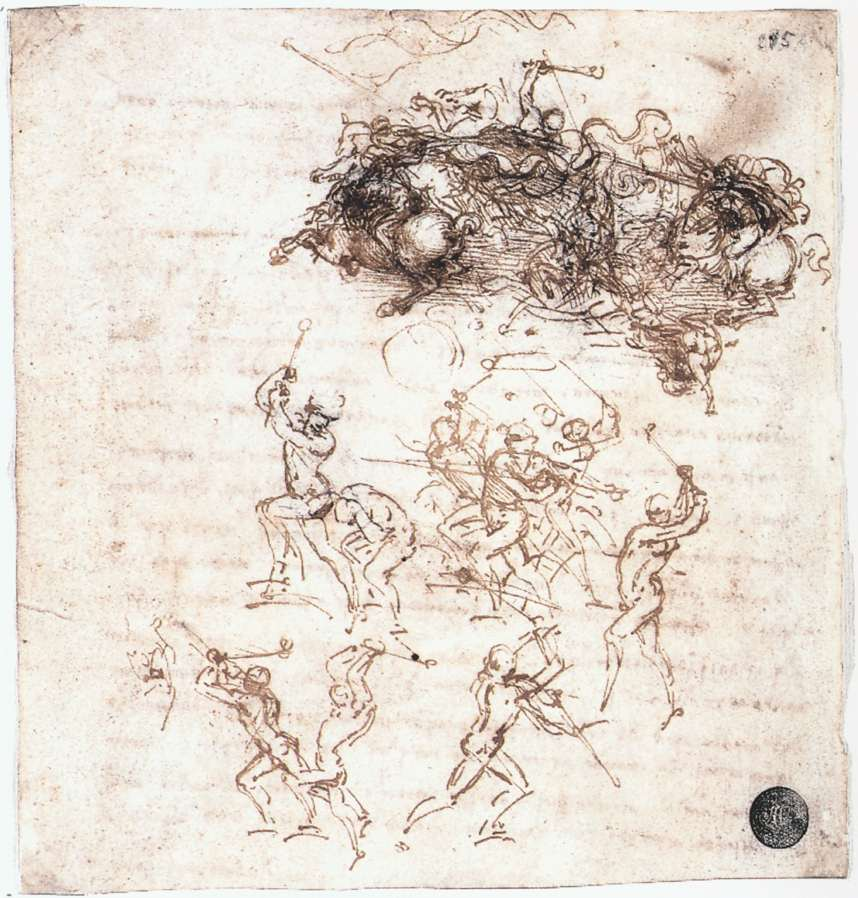
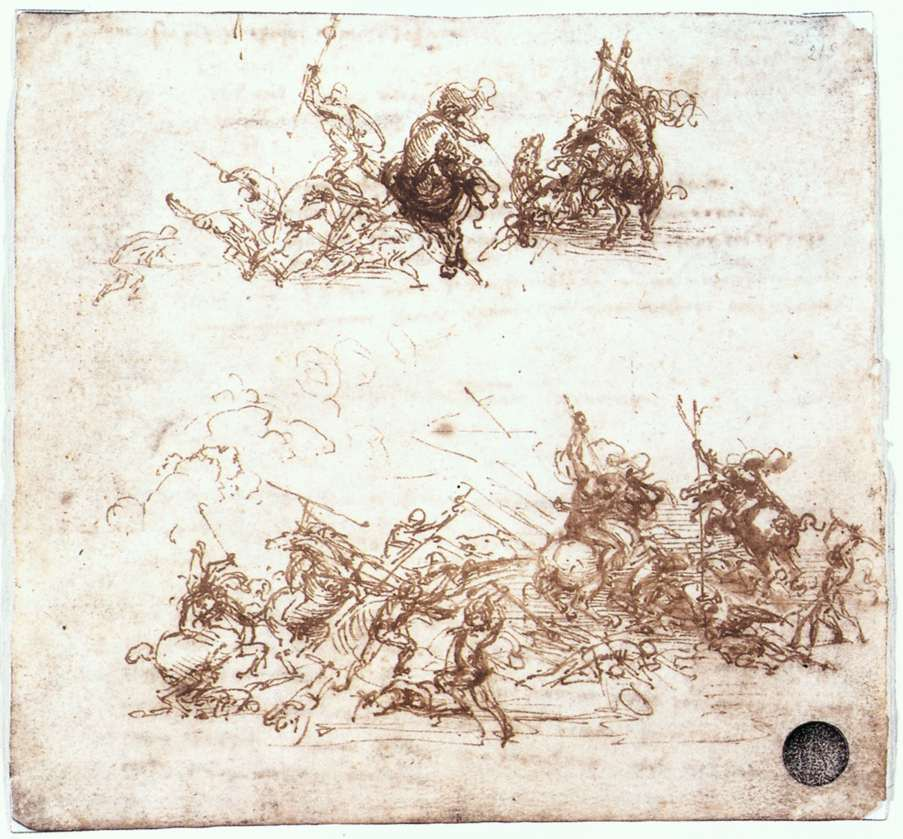